# Андерсен, Харальд
Харальд Фридольф Андерсен (швед. Harald Fridolf Andersén; 4 апреля 1919, Хельсинки — 28 мая 2001, Хельсинки, Финляндия) — финский хоровой дирижёр, композитор и реформатор хорового пения, награждённый высшей государственной наградой страны для деятелей искусства — медалью «Pro Finlandia» (1966).
Андерсен окончил экономический факультет Шведской школы экономики в Хельсинки в 1939 году, а затем учился в Академии Сибелиуса. В 1955 году, чтобы поддержать преподавание хорового направления, он основал хор  Кантемуксена в 1958 году .
Названный в его честь конкурс камерных хоров проводится в Хельсинки каждый третий год.
Похоронен на кладбище Кулосаари в Хельсинки.